# Nancy Dorian
Nancy Currier Dorian (* 1936 in New Brunswick (New Jersey); † 24. April 2024 in Brunswick (Maine)) war eine amerikanische Sprachwissenschaftlerin. Sie befasste sich vor allem mit dem Aussterben des schottisch-gälischen Dialekts von Ost-Sutherland. Den Prozess des Aussterbens und die Veränderungen im System der sterbenden Sprache beobachtete und beschrieb sie mehr als 40 Jahre lang detailliert. Sie gilt daher als die wichtigste Autorität zum Thema Sprachtod.

## Leben und Wirken
| Nancy Dorian (Highland) |
| Brora; Golspie; Embo    |

Anteil der Sprecher in Schottland 2011

Nancy Dorian wurde 1936 in New Brunswick, New Jersey geboren. Sie wuchs im nahegelegenen Highland Park auf. Sie studierte bis 1958 Deutsch am damaligen Connecticut College of Women und erhielt 1965 an der University of Michigan ihren Ph.D. Am Bryn Mawr College unterrichtete sie von 1965 bis 1989 Linguistik und Deutsch; außerdem hatte sie Lehraufträge an der University of Pennsylvania und an der Christian-Albrechts-Universität zu Kiel.
Dorian kam 1963 als Feldforscherin für den Linguistic Survey of Scotland in Kontakt mit der Schottisch-gälischen Sprache. Sie bemerkte, dass ein vom Aussterben bedrohter Ortsdialekt eine Chance bot herauszufinden, welche Art von Veränderungen stattfinden, wenn eine Sprache immer seltener benutzt wird. Daher begann sie, Variation und Veränderung des Gälischen von Ost-Sutherland langfristig zu untersuchen. Als sie mit ihrer Arbeit begann, gab es in Brora, Golspie und Embo noch über 200 Sprecher, von denen 105 in Embo lebten, wo sie etwa ein Drittel der Bevölkerung ausmachten. Obwohl es eigentlich bei anthropologischen Feldstudien üblich ist, den Untersuchungsort häufiger zu wechseln, um nicht persönlich zu stark involviert zu werden, behielt Dorian vorrangig aus gesundheitlichen Gründen ihren Untersuchungsgegenstand bei und schuf so eine Datenbasis von ungewöhnlicher Dichte über einen sehr langen Zeitraum hinweg.
Bislang war es üblich gewesen, sich auf sogenannte NORM-Sprecher (non-mobile old rural male) zu konzentrieren, die möglichst konservative Sprachformen benutzten. Dadurch wurden große Teile der Sprachgemeinschaft von vornherein von den Untersuchungen ausgeschlossen. Im Gegensatz dazu schloss Dorian auch jüngere Sprecher ein, die die Sprache nicht vollständig beherrschten. Für diese Informanten prägte sie den Begriff semi-speakers ("Halbsprecher"). Dorians Pionierarbeit führte dazu, dass Soziolinguisten begannen, bei der Untersuchung von Sprachtod- und Sprachwechselprozessen verschiedene Kategorien von Sprechern zu unterscheiden. Sie kritisierte besonders Forscher, die sich auf einen einzelnen Sprecher fokussieren und damit die in der Sprachwirklichkeit vorhandene Variabilität der Sprache unterschiedlicher Sprecher einer Gemeinschaft ignorieren.

## Schriften
- Nancy C. Dorian: East Sutherland Gaelic: the dialect of the Brora, Golspie, and Embo fishing communities. Dublin Institute for Advanced Studies, 1978, ISBN 978-1-85500-099-5 (englisch, google.com).
- Nancy C. Dorian: Language Death: The Life Cycle of a Scottish Gaelic Dialect. University of Pennsylvania Press, 1981, ISBN 978-0-8122-7785-2 (englisch, google.com).
- Nancy C. Dorian: The tyranny of tide: An Oral History of the East Sutherland Fisherfolk. Karoma, 1985, ISBN 978-0-89720-062-2 (englisch, google.com).
- Nancy Dorian (Hrsg.): Investigating Obsolescence: Studies in Language Contraction and Death. Cambridge University Press, 1992, ISBN 978-0-521-43757-8 (englisch, google.com –  [1989]).
- Nancy C. Dorian: Investigating Variation: The Effects of Social Organization and Social Setting. Oxford University Press, 2010, ISBN 978-0-19-973825-0 (englisch, google.com).
- Nancy Dorian: Small-Language Fates and Prospects: Lessons of Persistence and Change from Endangered Languages: Collected Essays. Brill, 2014, ISBN 978-90-04-26193-8 (englisch, google.com).